# ROCK THIS WAY
ROCK THIS WAY（）は、日本のシンガーソングライター・SEAMOとロックバンド・SPYAIRがSEAMO×SPYAIR名義でリリースしたシングル。2012年10月17日にユニバーサルミュージックからリリースされた。

## 解説
SEAMOとしては前作『汚れた翼で』以来約2か月半ぶりのシングルで、2008年6月18日リリースの『Honey Honey feat. AYUSE KOZUE』以来となるコラボレーション・シングルである。
このコラボはSEAMOが、2012年8月9日に行われた、SPYAIR主催のツーマンライブ、『真夏の3番勝負 【Road to 武道館】』の最終日に出演したことで、コラボレーションが実現。ライブのアンコールではSPYAIRの楽曲「サムライハート (Some Like It Hot!!)」にSEAMOが参加しラップで盛り上げた。この共演を通じて意気投合した彼らは急遽楽曲制作を行い、シングルでのリリースが決定した。
初回限定盤にはミュージック・ビデオが収録されたDVDが付属。

## 収録内容
| #         | タイトル                 | 作詞                   | 作曲                                    | 編曲                     | 時間 |
| --------- | ------------------------ | ---------------------- | --------------------------------------- | ------------------------ | ---- |
| 1.        | 「ROCK THIS WAY」        | Naoki Takada & MOMIKEN | Naoki Takada & UZ                       | SPYAIR                   | 4:03 |
| 2.        | 「It's a Gloomy Monday」 | Naoki Takada           | Naoki Takada & Shintaro "Growth" Izutsu | Shintaro "Growth" Izutsu | 3:26 |
| 合計時間: | 合計時間:                | 合計時間:              | 合計時間:                               | 合計時間:                | 7:29 |

| #  | タイトル                        | 作詞 | 作曲・編曲 |
| -- | ------------------------------- | ---- | ---------- |
| 1. | 「ROCK THIS WAY (Music Video)」 |      |            |

## 楽曲解説
1. ROCK THIS WAY
SPYAIRならではのロック・サウンドに乗り、SEAMOのラップとIKEのボーカルが絡み合う。自分と向き合い、夢に向かって走り続ける人たちへエールを送るメッセージソングとなっている[4]。
2012年10月3日から着うたが、10月10日から着うたフルが先行配信された[2]。